# Róbert Tomaschek
Róbert Tomaschek (Nitra, 25 agosto 1972) è un ex calciatore slovacco, di ruolo centrocampista.

## Carriera

### Club
Centrocampista, ha giocato nel FC Nitra e nello Slovan Bratislava, e ha concluso la sua carriere negli Hearts in Scozia a soli 30 anni a causa di un grave infortunio.